# Vertigo sterkii
Vertigo sterkii är en snäckart som beskrevs av Henry Augustus Pilsbry 1919. Vertigo sterkii ingår i släktet Vertigo och familjen puppsnäckor. Inga underarter finns listade i Catalogue of Life.